# Astrometriesatellit
Als Astrometrie-Satellit wird ein künstlicher Erdsatellit bezeichnet, der Aufgaben der Astrometrie – frei von störenden terrestrischen Einflüssen – im Weltraum durchführt.

## Einführung: Sternwarten und Erdatmosphäre
Auf der Erde lassen sich zwar viel größere Sternwarten und Teleskope bauen als für den Betrieb in Raumsonden, doch sind ihre Qualitäten meist nicht voll nutzbar. Der Grund ist hauptsächlich die Erdatmosphäre, welche
- das einfallende Licht merklich dämpft (Aerosole, Extinktion),
  - verstärkt durch die seit 1900 stark zugenommene "Lichtverschmutzung";
- die einfallenden Lichtstrahlen unregelmäßig ablenkt – durch die Szintillation (das "Leuchten" der Sterne) und den Richtungs-Effekt des Seeing (hin- und her "wabernde" Sternabbildung), oft über 1").

Dazu kommen Effekte der Sonnenstrahlung und Erwärmung.
Diese Nachteile erdgebundener Teleskope lassen sich teilweise durch adaptive Optiken und Ähnliches mindern – allerdings unter hohem Aufwand. Während die Richtungsmessung im Weltall schon mit wesentlich kleineren Instrumenten jene auf großen Sternwarten übertrifft, sind für Messungen an schwachen Objekten die großen Aperturen erdgebundener Teleskope wichtiger. Das bedeutet, dass Weltraumteleskope für die Astrometrie einen höheren Gewinn bringen als für die Astrophysik.

## Astrometrie, Bezugssystem und Satelliten
Während Jahrhunderten waren optische – im heutigen Sprachgebrauch astrometrische – Beobachtungen die einzigen für die Astronomie verfügbaren Messungen. Vor dem Weltraumzeitalter stand eine Vielzahl astronomischer Instrumente zur Verfügung, um ein erdfestes Bezugssystem zu definieren und die Erdrotation zu studieren.

### Erdgebundene Astrometrie und Satellitengeodäsie
Während die Messungen vor 100 Jahren bestenfalls an 0,1" heranreichten, liefern die Messgeräte heute die geografische Breite einer Station auf bis zu 0,01" (10 mas oder umgerechnet ca. 30 cm) pro Nacht. Die Instrumente für diese erstaunlich genauen Messungen wurden in den letzten Jahrzehnten entwickelt und automatisiert: Der elektronische Meridiankreis, das Zenitteleskop samt Weiterentwicklung zum Fotografischen Zenitteleskop (PZT) und das automatisierte Astrolabium vom Typ Danjon. Sie wurden v. a. von jenen Observatorien verwendet, die zum IPMS (International Polar Motion Service) beitrugen.
Dennoch sind vergleichbare Genauigkeiten von der Satellitengeodäsie schon in ihrem 2. Jahrzehnt (um 1975) erzielt worden – freilich nicht optisch, sondern auf Basis von Mikrowellen und EDM.

Seit etwa 1970 erreicht die Richtungsmessung zu Satelliten mit großen Satellitenkameras wie der BC-4 etwa 1", ließ sich seither aber kaum mehr über 0,5" steigern. Allerdings wurden diese Methoden der Satelliten- und Stellartriangulation durch GPS und andere Radiowellen-Methoden so mächtig ergänzt, dass nun die Erdfigur auf wenige Zentimeter genau erfasst werden kann.
Dies bedeutet, dass die optische Astrometrie mit ihrer Auflösung von ca. 30 cm der Satellitengeodäsie um einen Faktor von etwa Zehn "nachhinkt". Teilweise konnte diese Diskrepanz durch die terrestrische Radiointerferometrie und insbesondere VLBI gemildert werden, doch wären ebenso genaue erdgebundene Messungen auch im Bereich der Lichtwellen notwendig.

### Terrestrische Koordinaten und Sternkataloge
Bei der Definition eines geeigneten Bezugssystems für genaue Koordinaten auf der Erde und im Weltraum sind Geodäsie, Astronomie und Mathematik wechselseitig aufeinander angewiesen. Für die Zeitsysteme und wegen der Geodynamik auch innerer Massenverschiebungen kommen noch die Physik und die Geophysik hinzu.
Den Zusammenhang zwischen terrestrischen Koordinaten und jenen der Astronomen liefert die Erdrotation. Die Erde dreht sich sozusagen in kontrollierbarer Zeit innerhalb des astronomischen Koordinatenrahmens, der durch ihren Äquator und die Ekliptik definiert ist. Dieses Bezugssystem der Sternkoordinaten Rektaszension und Deklination ist seinerseits wegen der Präzession und Nutation variabel. Deren Parameter und das ganze Modell, das mit der Erdbahn, dem Mond und auch den anderen Planeten zusammenhängt, konnte im letzten Jahrzehnt merklich auf fast 0,01" verbessert werden, was aber nicht ausreicht. Zahlreiche Wissenschaftler arbeiten weiterhin an diesem Problem; von ihnen wurden etwa 40 Europäer im Jahr 2004 für ihr Forschungsprojekt Non-rigid earth Nutation model durch den Descartes-Preis der EU ausgezeichnet.
Während sich also die Erdmessung in den letzten 10–15 Jahren an die Dezimeter-Genauigkeit der Erdfigur herantastete (und diese gegen 2010 erreichen könnte), fehlt(e) es bei der optischen Astronomie um fast den Faktor 10. Für solche Schritte sind Verbesserungen bei den Fundamentalgrößen und genaueste Messungen möglichst vieler Sternörter und deren Eigenbewegungen erforderlich. Dieser Prozess stagnierte nahezu bis 1990. Der AGK-Sternkatalog aus der Jahrhundertwende wurde zwar zu seiner quasi fünften Ausgabe verbessert (Fundamentalkatalog FK5), konnte jedoch die individuellen Sternfehler des FK4 von bis zu einigen 0,1" nicht gänzlich tilgen.

### Der Hipparcos-Satellit
In diese Lücke stieß der erste Astrometrie-Satellit Hipparcos. Sein Name schließt an jenen antiken Astronomen an, der aus dem Vergleich zweier Sternkataloge die Präzession entdeckte; die Abkürzung ist aus HIgh Precision PARallax COllecting Satellite zusammengesetzt.
Der Satellit wurde 1989 von der ESA gestartet, um ein Netz von 120.000 Sternen auf 0,002" zu vermessen, 20–50 mal präziser als bisher möglich. Er war bis Juni 1993 aktiv und schaffte sein Ziel trotz eines großen Bahnfehlers fast zur Gänze: der Hipparcos-Katalog enthält 118.000 Sterne mit 0.003" bzw. 0.002"/Jahr. Ein zweites Instrument maß für den Tycho-1-Katalog weitere 1 Million Sternörter auf 0,02".
Diese beiden Kataloge waren zu dieser Zeit die modernste Realisation des Himmels-Referenzsystems International Celestial Reference Frame (ICRF). Die Daten von 300 Gigabyte gaben schon 1997 – im Jahr der Publikation – Stoff für etwa 500 Fachartikel. Im Jahr 2000 erschien der Tycho-2-Katalog mit ungefähr 2,5 Millionen Objekten als neue Reduktion der vorhandenen Daten.
Die Messmethode von Hipparcos war ein profil-artiges elektro-optisches Scannen der Sterne, die dann durch Ausgleichung zu Flächenstücken vernetzt werden. Für jede Mess-Epoche wurden so die Sternörter berechnet, und aus ihrem Zeitabstand die Eigenbewegungen abgeleitet. Die gleichzeitige Bestimmung der jährlichen Parallaxen ergaben 10-fach genauere Entfernungen der Sterne als bisher.

### Die Gaia-Mission
Die Nachfolgemission Gaia läuft seit 2013 und durchmustert den Himmel mit wesentlich höherer Genauigkeit. Gaia ist im strengen Sinn kein Erdsatellit, sondern eine Sonde, die sich ca. 1,5 Millionen km von der Erde entfernt beim Sonne-Erde-Lagrange-Punkt L2 befindet.
Die Instrumente liefern nicht nur Magnituden, Sternörter, Parallaxen und Eigenbewegungen, sondern auch Radialgeschwindigkeiten, Temperaturen und Spektraltyp; veränderliche Sterne und Doppelsterne werden erkannt, periodische und nichtperiodische Magnitudenänderungen werden erfasst und klassifiziert. Gaia konnte bis EDR3 1,6 Millionen Quasare erkennen und damit den Gaia Celestial Reference Frame (GCRF) erstellen. Außerdem werden solare Objekte erfasst, und mit den letzten Veröffentlichungen sollen auch Exoplaneten erkannt werden.
Folgende Kataloge wurden bereits veröffentlicht:
- 2016 Gaia DR1 mit 1,1 Milliarden Objekten
- 2018 Gaia DR2 mit 1,7 Milliarden Objekten
- 2020 Gaia EDR3 mit 1,8 Milliarden Objekten

Die Mission wurde bis 2025 verlängert. Die letzten Veröffentlichungen werden ca. drei Jahre nach dem Missionsende erwartet.